# Evangelische Kirche (Gunzenau)

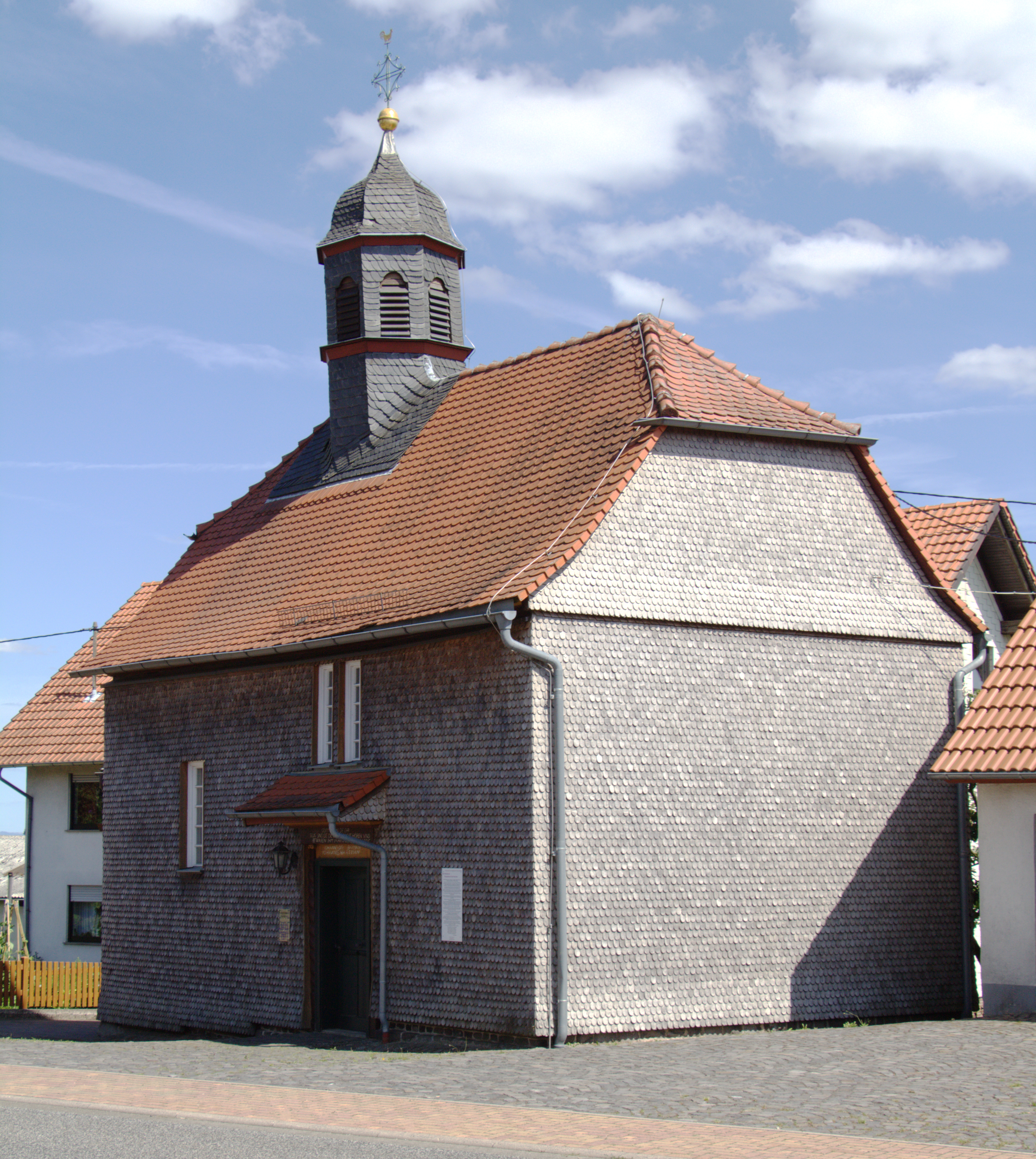
Evangelische Kirche (Gunzenau)

Die Evangelische Kirche Gunzenau ist ein denkmalgeschütztes Kirchengebäude, das im Ortsteil Gunzenau der Gemeinde Freiensteinau im Vogelsbergkreis (Hessen) steht. Die Kirche gehört zur Kirchengemeinde Nieder-Moos im Dekanat Vogelsberg in der Propstei Oberhessen der Evangelischen Kirche in Hessen und Nassau.

## Beschreibung
Die kleine Fachwerkkirche, die mit Schindeln verkleidet ist, wurde 1705–07 erbaut. Aus dem Krüppelwalmdach des Kirchenschiffs erhebt sich ein achteckiger, schiefergedeckter Dachreiter, der mit einer glockenförmigen Haube bedeckt ist. Der Innenraum ist mit einer Flachdecke überspannt, die längst von einem Unterzug gestützt wird. Ein hölzerner Chorbogen trennt den Chor vom Kirchenschiff. Auf dem Altar steht ein großes Kruzifix, das 1682 Johannes Höll gestaltet hat. Die Kanzel wurde 1707 von Strack geschnitzt. Das Taufbecken ist von 1668.